# Moreno Roggi
Moreno Roggi (San Miniato, 24 marzo 1954) è un procuratore sportivo ed ex calciatore italiano, di ruolo terzino.

## Carriera

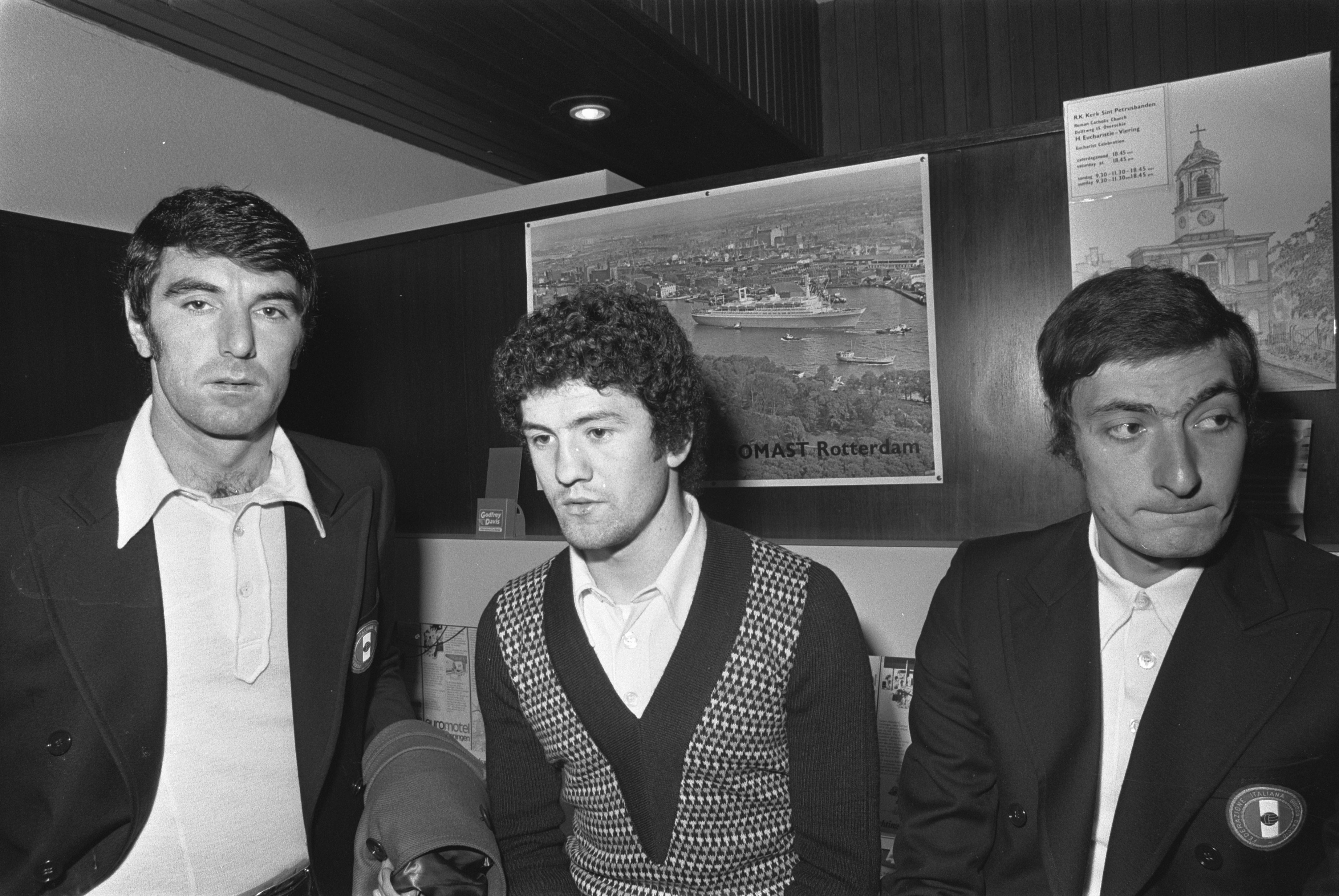
Roggi (al centro) nel 1974 durante una trasferta della nazionale nei Paesi Bassi

Cresciuto nelle giovanili del Fucecchio, paese nel quale risiedeva, nacque calcisticamente nell'Empoli. Approdò alla Fiorentina nel 1972-1973 ed esordì a diciotto anni in Serie A nell'anno stesso del suo arrivo a Firenze.
Per lui subito 16 presenze e una rete all'attivo con l'esordio in maglia azzurra nella nazionale Under-23. L'anno successivo Luigi Radice lo promosse stabilmente nell'undici titolare. Nel 1974 Fulvio Bernardini lo fece esordire nella nazionale maggiore in coppia con Francesco Rocca, nel primo incontro post-Mondiale 1974 contro la Jugoslavia. Nel 1976 subisce un grave infortunio che lo terrà fuori dal campo per due anni.
Superato questo periodo, il difensore toscano ritornò, dopo due anni, all'attività agonistica ma non in maglia viola. La Fiorentina infatti l'aveva ceduto nel 1978-1979 all'Avellino. Roggi iniziò la stagione con la nuova società e dopo poche partite subì l'ennesimo infortunio che stavolta lo costrinse al ritiro. Terminata la carriera agonistica intraprende l'attività dirigenziale dapprima per il Prato, e successivamente per Lucchese, Spezia, Reggiana e Taranto.
Nel 1984 passa all'attività di procuratore fondando la società Playground; tra i suoi assistiti Paolo Di Canio, Massimo Ambrosini e Bernardo Corradi.

## Statistiche

### Cronologia presenze e reti in nazionale
| Cronologia completa delle presenze e delle reti in nazionale ― Italia | Cronologia completa delle presenze e delle reti in nazionale ― Italia | Cronologia completa delle presenze e delle reti in nazionale ― Italia | Cronologia completa delle presenze e delle reti in nazionale ― Italia | Cronologia completa delle presenze e delle reti in nazionale ― Italia | Cronologia completa delle presenze e delle reti in nazionale ― Italia | Cronologia completa delle presenze e delle reti in nazionale ― Italia | Cronologia completa delle presenze e delle reti in nazionale ― Italia |
| Data                                                                  | Città                                                                 | In casa                                                               | Risultato                                                             | Ospiti                                                                | Competizione                                                          | Reti                                                                  | Note                                                                  |
| --------------------------------------------------------------------- | --------------------------------------------------------------------- | --------------------------------------------------------------------- | --------------------------------------------------------------------- | --------------------------------------------------------------------- | --------------------------------------------------------------------- | --------------------------------------------------------------------- | --------------------------------------------------------------------- |
| 28-9-1974                                                             | Zagabria                                                              | Jugoslavia                                                            | 1 – 0                                                                 | Italia                                                                | Amichevole                                                            | -                                                                     |                                                                       |
| 20-11-1974                                                            | Rotterdam                                                             | Paesi Bassi                                                           | 3 – 1                                                                 | Italia                                                                | Qual. Euro 1976                                                       | -                                                                     |                                                                       |
| 27-9-1975                                                             | Roma                                                                  | Italia                                                                | 0 – 0                                                                 | Finlandia                                                             | Qual. Euro 1976                                                       | -                                                                     |                                                                       |
| 7-4-1976                                                              | Torino                                                                | Italia                                                                | 3 – 1                                                                 | Portogallo                                                            | Amichevole                                                            | -                                                                     | 64’                                                                   |
| 28-5-1976                                                             | New York                                                              | Inghilterra                                                           | 3 – 2                                                                 | Italia                                                                | Torneo del Bicentenario                                               | -                                                                     | 57’                                                                   |
| 31-5-1976                                                             | New Haven                                                             | Brasile                                                               | 4 – 1                                                                 | Italia                                                                | Torneo del Bicentenario                                               | -                                                                     | 46’                                                                   |
| 5-6-1976                                                              | Milano                                                                | Italia                                                                | 4 – 2                                                                 | Romania                                                               | Amichevole                                                            | -                                                                     |                                                                       |
| Totale                                                                |                                                                       | Presenze                                                              | 7                                                                     |                                                                       | Reti                                                                  | 0                                                                     |                                                                       |

## Palmarès

### Club
- Coppa Italia: 1

Fiorentina: 1974-1975
- Coppa di Lega Italo-Inglese: 1

Fiorentina: 1975